# Catherine Zeta-Jones
Catherine Zeta Jones (n. 25 septembrie 1969, Swansea, Țara Galilor, Regatul Unit) este o actriță britanică de film, ce joacă în principal în Statele Unite, laureată cu Premiul Oscar pentru prestația feminină din musicalul Chicago.

## Date biografice
Zeta-Jones a copilărit în localitatea Mumbles din Țara Galilor. Tatăl ei Dai Jones a deținut o fabrică de dulciuri. Ea are doi frați David Jones și Lyndon Jones care lucrează în fabrica tatălui lor. Ca și copil ea a suferit din cauza unor tulburări respiratorii, fiind necesară o operație a traheii, care i-a lăsat pe gât  o cicatrice. Catherine Zeta-Jones, este jumătate irlandeză și  jumătate galeză. Ca și copil a dansat și cântat în corul școlii catolice din localitate. Ulterior a jucat în piese de teatru. La vârsta de 15 ani cu scopul de a deveni actriță se mută la Londra. La 17 ani printr-o împrejurare norocoasă este angajată la Musicals 42nd Street. În 1990 a fost un an în Franța unde va juca rolul principal Sheherazade, în filmul Les 1001 nuits.  
Din viața ei privată la data de 18 noiembrie 2000 se căsătorește cu actorul Michael Douglas, care este cu 25 de ani mai în vârstă. Cu el are doi copii. După căsătorie în anul 2011, ajunge să fie internată într-o clinică de boli nervoase, ea suferind de tulburare bipolara. Michael Douglas, soțul ei, este bolnav de cancer, iar fiul ei vitreg este dependent de stupefiante.

## Filmografie
| Anul | Titlu                               | Rol                        | Note |
| ---- | ----------------------------------- | -------------------------- | --- |
| 1990 | Les 1001 nuits                      | Scheherazade               | engl: 1001 Nights |
| 1992 | Christopher Columbus: The Discovery | Beatriz                    | |
| 1993 | Splitting Heirs                     | Kitty                      | |
| 1994 | The Cinder Path                     | Victoria Chapman           | |
| 1994 | The Return of the Native            | Eustacia Vye               | |
| 1995 | Catherine the Great                 | Catherine II               | |
| 1995 | Blue Juice                          | Chloe                      | |
| 1996 | The Phantom                         | Sala                       | |
| 1996 | Titanic                             | Isabella Paradine          | |
| 1998 | Masca lui Zorro                     | Eléna (De La Vega) Montero | Blockbuster Entertainment Award for Favorite Female Newcomer Nominalizată — Empire Award for Best British Actress Nominalizată — Premiul Saturn pentru cea mai bună actriță |
| 1999 | Entrapment                          | Virginia Baker             | Blockbuster Entertainment Award for Favorite Actress – Action European Film Award for Best Actress |
| 1999 | The Haunting                        | Theo                       | Nominated — Blockbuster Entertainment Award for Favorite Actress – Horror |
| 2000 | High Fidelity                       | Charlie Nicholson          | |
| 2000 | Traffic                             | Helena Ayala               | Screen Actors Guild Award for Outstanding Performance by a Cast in a Motion Picture Nominated — Blockbuster Entertainment Award for Favorite Actress – Drama Nominated — Chicago Film Critics Association Award for Best Supporting Actress Nominated — Empire Award for Best British Actress Nominated — Golden Globe Award for Best Supporting Actress – Motion Picture |
| 2001 | America's Sweethearts               | Gwen Harrison              | |
| 2002 | Chicago                             | Velma Kelly                | Premiul Oscar pentru cea mai bună actriță în rol secundar BAFTA Award for Best Actress in a Supporting Role Broadcast Film Critics Association Award for Best Cast Broadcast Film Critics Association Award for Best Supporting Actress Evening Standard British Film Award for Best Actress Phoenix Film Critics Society Award for Best Supporting Actress Screen Actors Guild Award for Outstanding Performance by a Cast in a Motion Picture Screen Actors Guild Award for Outstanding Performance by a Female Actor in a Supporting Role Nominalizată — Golden Globe Award for Best Actress – Motion Picture Musical or Comedy Nominalizată — Online Film Critics Society Award for Best Supporting Actress Nominalizată — Phoenix Film Critics Society Award for Best Cast |
| 2003 | Sinbad: Legend of the Seven Seas    | Marina                     | Voice role |
| 2003 | Intolerable Cruelty                 | Marylin Rexroth            | |
| 2004 | The Terminal                        | Amelia Warren              | |
| 2004 | Ocean's Twelve                      | Isabel Lahiri              | Nominated — Broadcast Film Critics Association Award for Best Cast |
| 2005 | The Legend of Zorro                 | Elena de la Vega Murrieta  | Nominated — People's Choice Award for Favorite Female Action Star |
| 2007 | No Reservations                     | Kate Armstrong             | |
| 2008 | Death Defying Acts                  | Mary McGarvie              | |
| 2009 | The Rebound                         | Sandy                      | |